# Alya Sometimes Hides Her Feelings in Russian/Episodenliste
Diese Liste ist eine Übersicht über alle produzierten Folgen der Anime-Fernsehserie Alya Sometimes Hides Her Feelings in Russian (時々ボソッとロシア語でデレる隣のアーリャさん Tokidoki Bosotto Roshiago de Dereru Tonari no Ārya-san), deren erste Staffel zwischen Juli und September 2024 im japanischen Fernsehen startete.

## Hintergrund
Die Produktion einer Anime-Fernsehserie wurde im März des Jahres 2023 angekündigt. Diese entstand unter der Regie von Ryota Itō im Animationsstudio Dōga Kōbō. Nach der Ausstrahlung der zwölften Episode am 18. September 2024 wurde offenbart, dass eine zweite Staffel bereits in Arbeit sei, ohne weitere Details zu nennen.

## Übersicht
| Staffel | Episodenanzahl | Erstausstrahlung in Japan | Erstausstrahlung in Japan | Deutschsprachige Erstausstrahlung | Deutschsprachige Erstausstrahlung |
| Staffel | Episodenanzahl | Staffelpremiere           | Staffelfinale             | Staffelpremiere                   | Staffelfinale                     |
| ------- | -------------- | ------------------------- | ------------------------- | --------------------------------- | --------------------------------- |
| 1       | 12             | 03. Juli 2024             | 18. September 2024        | 24. Juli 2024 (Simuldub)          | unbekannt (Simuldub)              |
| 2       | unbekannt      | unbekannt                 | unbekannt                 | unbekannt                         | unbekannt                         |

## Staffel 1
Ursprünglich war geplant, dass die erste Staffel im April 2024 im japanischen Fernsehen startet, allerdings wurde der offizielle Start der Serie im Februar 2024 um drei Monate nach hinten verschoben.
Die zwölf Episoden umfassende erste Staffel der Animeserie wurde ab dem 3. Juli 2024 im japanischen Fernsehen gezeigt und endete am 18. September gleichen Jahres mit der Ausstrahlung der zwölften Folge. Im deutschsprachigen Raum erschien die Pilotfolge zeitgleich zur japanischen Erstausstrahlung im Simulcast auf Crunchyroll in Originalton mit Untertiteln. Zudem kündigte der Streaminganbieter eine Synchronisation in deutscher Sprache an, die am 24. Juli gleichen Jahres auf Crunchyroll anlief.

### Episodenliste
Die deutschen Episodentitel wurden von der Streamingplattform Crunchyroll entnommen.
| Nr. (ges.) | Nr. (St.) | Deutscher Titel                                          | Originaltitel                                               | Erstausstrahlung Japan | Deutschsprachige Erstausstrahlung () | Musikalischer Abspann                                                           |
| ---------- | --------- | -------------------------------------------------------- | ----------------------------------------------------------- | ---------------------- | ------------------------------------ | ------------------------------------------------------------------------------- |
| 1          | 1         | Alya flüstert mir auf Russisch süße Worte zu             | ロシア語でデレるアーリャさん (Roshiago de Dereru Ārya-san)  | 03. Juli 2024          | 24. Juli 2024 Dub                    | Tengoku Gakuen (Originalinterpret: Finger 5)                                    |
| 2          | 2         | Ihr seid also Kindheitsfreunde?                          | 幼馴染とは？ (Osananajimi to wa?)                           | 10. Juli 2024          | 31. Juli 2024 Dub                    | Kawaikute Gomen (Originalinterpreten: HoneyWorks feat. Chuu-tan)                |
| 3          | 3         | Und so begegneten sie sich                               | そして二人は出会った (Soshite Futari wa Deatta)             | 17. Juli 2024          | 07. August 2024 Dub                  | Omoide ga Ippai (Originalinterpret: H2O)                                        |
| 4          | 4         | Übersprudelnde Gefühle                                   | 溢れ出す想い (Afure Dasu Omoi)                              | 24. Juli 2024          | 14. August 2024 Dub                  | Hare Hare Yukai (Originalinterpreten: Aya Hirano, Minori Chihara & Yūko Gotō A) |
| 5          | 5         | Der Entschluss eines jeden                               | それぞれの決意 (Sorezore no Ketsui)                         | 31. Juli 2024          | 21. August 2024 Dub                  | Chiisana Koi no Uta (Originalinterpret: Mongol800)                              |
| 6          | 6         | Das nennt man wohl einen indirekten Kuss                 | いわゆるひとつの間接キス (Iwayuru Hitotsu no Kansetsu Kisu) | 07. August 2024        | 28. August 2024 Dub                  | Himitsu no Kotoba (Originalinterpreten: Kafu & Zookaraderu)                     |
| 7          | 7         | Ein Sturm zieht auf                                      | 嵐、来たる (Arashi, Kitaru)                                 | 14. Aug. 2024          | 04. September 2024 Dub               | Love Story wa Totsuzen ni (Originalinterpret: Kazumasa Oda)                     |
| 8          | 8         | Das Schülerparlament                                     | 学生議会 (Gakusei Gikai)                                    | 21. Aug. 2024          | 11. September 2024 Dub               | CHE.R.RY (Originalinterpret: Yui)                                               |
| 9          | 9         | Hypnose nach einer Liebeskomödie                         | ラブコメのち催眠術 (Rabukome nochi Saiminjutsu)             | 28. Aug. 2024          | 18. September 2024 Dub               | World Is Mine (Originalinterpret: Supercell feat. Hatsune Miku)                 |
| 10         | 10        | Eine aufgeschobene Geburtstagsfeier ist nicht aufgehoben | 遅ればせながら、誕生会 (Okurebasenagara, Tanjōkai)          | 04. September 2024     | 25. September 2024 Dub               | Ai no Uta (Originalinterpret: GO!GO!7188)                                       |
| 11         | 11        | Ein unerwarteter Vorwahlkampf                            | 予期せぬ前哨戦 (Yoki Senu Zenshō-sen)                       | 11. Sep. 2024          | 02. Oktober 2024 Dub                 | Kimagure Romantic (Originalinterpret: Ikimono Gakari)                           |
| 12         | 12        | Schau nach vorne                                         | 前を向いて (Mae o Muite)                                    | 18. Sep. 2024          | 09. Oktober 2024 Dub                 | Hanamoyoi (Originalsong)                                                        |

## Staffel 2
Am 18. September 2024, unmittelbar nach Ausstrahlung der zwölften und letzten Folge der ersten Staffel, wurde die Produktion einer zweiten Staffel offiziell bestätigt, ohne dabei weitergehende Details zu nennen.

### Belege
1. ↑  Crystalyn Hodgkins: Alya Sometimes Hides Her Feelings in Russian Light Novels Get TV Anime. Anime News Network, 17. März 2023, abgerufen am 18. September 2024.
2. ↑  Joanna Cayanan: Alya Sometimes Hides Her Feelings in Russian Anime Unveils Main Staff, More Cast. In: Anime News Network. 24. September 2023, abgerufen am 18. September 2024 (amerikanisches Englisch).
3. 1 2  Robin Hirsch: Zweite Staffel von »Alya Hides Her Feelings« angekündigt. In: Anime2you.de. 18. September 2024, abgerufen am 18. September 2024.
4. 1 2  『ロシデレ』第2期制作決定!夏休み編 映像&お祝いイラスト公開「原作4巻以降の内容もアニメ化」. In: Oricon. 18. September 2024, abgerufen am 18. September 2024 (japanisch).
5. ↑  Björn Schmilgeit: Start von »Alya Hides Her Feelings in Russian« + Visual. In: Anime2you.de. 7. November 2023, abgerufen am 18. September 2024.
6. ↑  Crystalyn Hodgkins: Alya Sometimes Hides Her Feelings in Russian Anime Delayed to July 2024. In: Anime News Network. 19. Februar 2024, abgerufen am 18. September 2024 (englisch).
7. ↑  Sarah Dumann: Termin von »Alya Sometimes Hides Her Feelings« + Trailer. In: Anime2you.de. 31. Mai 2024, abgerufen am 18. September 2024.
8. 1 2  「ロシデレ」Season2が制作決定、原作4巻以降の物語を展開　特報映像も到着. In: Natalie.mu. 18. September 2024, abgerufen am 18. September 2024 (japanisch).
9. ↑  Sarah Dumann: Crunchyroll kündigt fünf neue Simulcast-Lizenzen an. In: Anime2you.de. 5. Juni 2024, abgerufen am 18. September 2024.
10. ↑  Sarah Dumann: Crunchyroll kündigt neun Synchros für Sommer 2024 an. In: Anime2you.de. 18. Juni 2024, abgerufen am 18. September 2024.
11. ↑  Sarah Dumann: Crunchyroll nimmt zwei Synchro-Neustarts ins Programm. In: Anime2you.de. 24. Juli 2024, abgerufen am 18. September 2024.
12. ↑  Die Lieder werden von Sumire Uesaka in ihrer Rolle als Alisa „Alya“ Mikhailovna Kujō eingesungen: アニメ『ロシデレ』主題歌一覧｜OPは上坂すみれさん、EDは各話異なるカバー曲！ In: Abema TV. 2024, archiviert vom Original (nicht mehr online verfügbar) am 18. September 2024; abgerufen am 4. September 2024 (japanisch).